# Albert Kuziłow
Albert Kuziłow (gruz. ალბერტ კუზილოვი, Albert Kuzilowi; ur. 5 lutego 1985) – gruziński sztangista pochodzący z Osetii Południowej. Startuje w podnoszeniu ciężarów w kategorii do 105 kg, jest brązowym medalistą mistrzostw świata.
Jego największym dotychczasowym sukcesem jest brązowy medal mistrzostw świata. Startując 29 listopada 2009 w Koyang w dwuboju uzyskał 408 kg. Siódmy zawodnik igrzysk olimpijskich w Pekinie.

## Osiągnięcia
| Rok  | Zawody               | Miasto | Miejsce | Kategoria | Wynik  |
| ---- | -------------------- | ------ | ------- | --------- | ------ |
| 2008 | Igrzyska olimpijskie | Pekin  | 7       | do 105 kg | 409 kg |
| 2009 | Mistrzostwa świata   | Koyang | 3       | do 105 kg | 408 kg |